# Rhachomyces pilosellus
Rhachomyces pilosellus är en svampart som tillhör divisionen sporsäcksvampar, och som först beskrevs av Charles Philippe Robin, och fick sitt nu gällande namn av Roland Thaxter. Rhachomyces pilosellus ingår i släktet Rhachomyces, och familjen Laboulbeniaceae. Arten är reproducerande i Sverige.